# 植村・海老名キリスト論論争
植村・海老名キリスト論論争（うえむら・えびなキリストろんろんそう）は、日本基督教会の指導者植村正久と日本組合基督教会の指導者海老名弾正の間になされた、キリスト論についての論争。

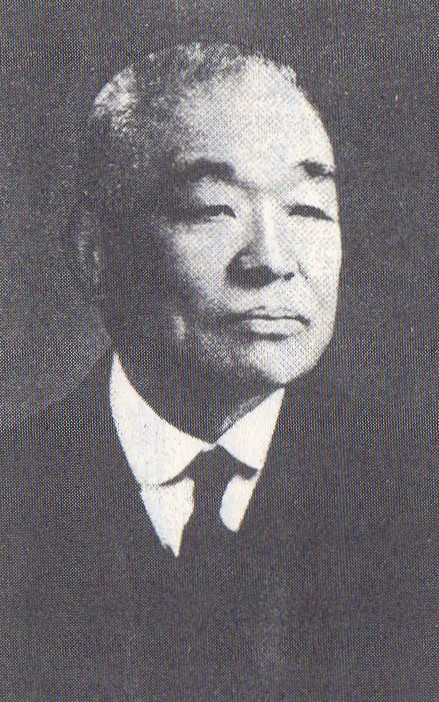
植村正久
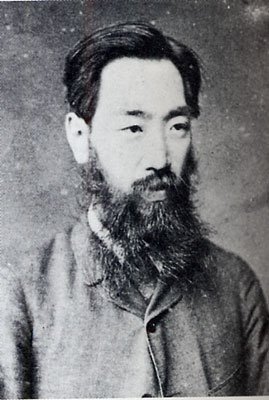
海老名弾正

## 概要
『福音新報』1901年9月号で植村が「福音同盟会と大挙伝道」を発表。それに対して自由主義神学の立場の海老名が『新人』1901年10月号で「福音新報記者に与ふるの書」を発表し、論争がおこる。
この論争を経た1902年の福音同盟会の総会において「本同盟が福音主義と認める物は聖書を以って信仰と行為の完全なる規範とし、人とその救いのために世に降り給える吾等の主イエス・キリストを神と信じるものを言う。」と宣言され、海老名は福音同盟会から追放された。
ただし、植村はキリスト論に集中しており、論争で確認されたことは福音主義全体についてではない。その後に日本基督教会は植村の立場の東京神学社とより保守的な神戸神学校に分かれる。また植村は言語霊感を否定しており、自由主義神学に対処しきれなかったとの指摘がある。
当時の福音同盟会会長は本多庸一だったが、友人である海老名を追放したとして会長を辞任した。また、内村鑑三はこの論争について「神学上では植村を支持するが、心情においては、深く海老名に服す」と語っている。